# Omskriven polygon

Figur 1.
Omskriven sexhörning, svart, och dess inskrivna cirkel, röd. Hörnvinklarnas bisektriser gröna och höjderna från den inskrivna cirkelns medelpunkt (I - röd prick) till sexhörningens sidor blå. Dessa höjder är samtidigt radier (med längden r) till cirkeln. Den inksrivna sexhörningen med sina hörn i den omskrivna sexhörningens tangeringspunkter (och därmed "referenspolygon" till sin tangentpolygon ABCDEF) utritad med orange.

En omskriven polygon eller omskriven månghörning, ibland tangentpolygon eller tangentmånghörning (dessa senare begrepp används dock också för att specifikt beteckna en polygon som tangerar en omskriven cirkel till en given "referenspolygon" i dennas hörn), är en, vanligtvis konvex, plangeometrisk figur, polygon (månghörning), vars sidor samtliga är tangenter till samma cirkel. Denna cirkel kallas polygonens inskrivna cirkel. Även konkava polygoner och stjärnpolygoner kan vara omskrivna om deras sidor, eller förlängningar av dem, tangerar samma cirkel.
Polygoner som både är omskrivbara och inskrivbara kallas bicentriska. Alla regelbundna polygoner och alla trianglar är bicentriska. Därtill kan bland annat läggas rätvinkliga drakar (drakar med de två motstående lika vinklarna räta) och likbenta tangentparallelltrapetser (alla likbenta parallelltrapetser kan inskrivas i en cirkel) – jämför figur 8.

## Area
En omskriven n-hörnings area är lika med halva summan av dess sidlängder (det vill säga dess semiperimeter) multiplicerat med den inskrivna cirkelns radie:
{\displaystyle Arean=r\cdot \sum _{k=1}^{n}{\frac {a_{k}}{2}}=r\cdot s}
där {\displaystyle a_{k}} betecknar längden av sidan {\displaystyle k}, {\displaystyle r} den inskrivna cirkelns radie och {\displaystyle s=\sum _{k=1}^{n}{\frac {a_{k}}{2}}} polygonens semiperimeter.
Detta följer direkt ur att en omskriven polygon kan delas upp i trianglar som alla har höjden {\displaystyle r} och basen {\displaystyle a_{k}}. Se exempelvis figur 1:
{\displaystyle |\triangle AIB|={\frac {|{\overline {AB}}|\cdot r}{2}}\ ,\quad |\triangle BIC|={\frac {|{\overline {BC}}|\cdot r}{2}}} etcetera.

## Trianglar
Betrakta triangeln i figur 2. För alla punkter, som exempelvis {\displaystyle I}, på bisektrisen till {\displaystyle \angle CAB} gäller att avståndet från punkten till de båda vinkelbenen ({\displaystyle {\overline {AC}}} och {\displaystyle {\overline {AB}}}) är detsamma, eftersom tranglarna {\displaystyle \triangle AIT_{AB}} och {\displaystyle \triangle AIT_{AC}} är kongruenta (båda är rätvinkliga i {\displaystyle T_{AB}} respektive {\displaystyle T_{AB}}, {\displaystyle {\overline {AI}}} är hypotenusa i båda, deras vinklar i hörnet i {\displaystyle A} är lika eftersom {\displaystyle {\overline {AI}}} är bisektris till {\displaystyle \angle CAB}). På samma sätt är avståndet från en punkt på bisektrisen till dess båda vinkelben ({\displaystyle {\overline {BC}}} och {\displaystyle {\overline {AB}}}) detsamma. För {\displaystyle I}, skärningspunkten mellan bisektriserna, gäller således att {\displaystyle |{\overline {IT_{AC}}}|=|{\overline {IT_{AB}}}|=|{\overline {IT_{BC}}}|=r}. Härav följer att en cirkel med medelpunkten i {\displaystyle I} och radien {\displaystyle r} tangerar alla tre sidorna i {\displaystyle \triangle ABC}. Att även {\displaystyle {\overline {AI}}} är bisektris till {\displaystyle \angle ACB} följer direkt ur av att {\displaystyle \triangle CIT_{AC}} och {\displaystyle \triangle CIT_{BC}} är kongruenta. Således gäller för alla trianglar att de har en inskriven cirkel med medelpunkt i skärningspunkten mellan de tre bisektriserna till triangelhörnen och således är alla trianglar omskrivna polygoner.

Noteras kan att dessa tre par av kongruenta trianglar på vardera sidan av de tre bisektriserna bildar tre drakar ({\displaystyle \Delta _{\text{hörn}}}):

{\displaystyle \Delta _{A}=AT_{AB}IT_{AC},\quad \Delta _{B}=BT_{BC}IT_{AB}\ } och {\displaystyle \ \Delta _{C}=CT_{AC}IT_{BC}}.

## Övriga konvexa polygoner

Figur 3.
Omskriven femhörning. Färger och beteckningar som i figur 1.

En grundläggande egenskap hos omskrivna polygoner är att de, liksom triangeln i figur 2 (och som beskrevs i föregående avsnitt) kan delas upp i drakar med ett hörn i ett av polygonhörnen, två rätvinkliga hörn och ett hörn som är gemensamt för alla drakar. Exempelvis kan femhörningen i figur 3 delas upp i fem drakar ({\displaystyle \Delta _{\text{hörn}}}):
{\displaystyle \Delta _{A}=AT_{AB}IT_{AE},\quad \Delta _{B}=BT_{BC}IT_{AB},\quad \Delta _{C}=CT_{CD}IT_{BC},\quad \Delta _{D}=DT_{DE}IT_{CD}\ } och {\displaystyle \ \Delta _{E}=ET_{AE}IT_{DE}}.
Eftersom draksidan {\displaystyle {\overline {T_{AB}I}}} delas av {\displaystyle \Delta _{A}} och {\displaystyle \Delta _{B}}, sidan {\displaystyle {\overline {T_{BC}I}}} delas av {\displaystyle \Delta _{B}} och {\displaystyle \Delta _{C}}, etcetera..., har vi att
{\displaystyle |{\overline {T_{AB}I}}|=|{\overline {T_{BC}I}}|=|{\overline {T_{CD}I}}|=|{\overline {T_{DE}I}}|=|{\overline {T_{AE}I}}|=r},
och eftersom alla drakarna har ett gemensamt hörn i {\displaystyle I} kommer en cirkel med medelpunkt i {\displaystyle I} och radien {\displaystyle r} att gå genom alla drakarnas rätvinkliga hörn. Men eftersom dessa drakhörn ligger på femhörningens sidor, kommer alltså dessa sidor att vara tangenter till cirkeln, vilken alltså är inskriven i femhörningen. Vi ser också att drakarnas diagonaler dels är en linje mellan de två rätvinkliga hörnen (det vill säga tangeringspunkterna) och därmed en sida i den i cirkeln inskrivna "referenspolygonen", och dels en linje från ett av femhörningens hörn till {\displaystyle I} som delar draken i två kongruenta trianglar och därmed är bisektris till vinkeln i femhörningshörnet (och även till vinkeln i {\displaystyle I}). Det senare medför att, eftersom {\displaystyle I} är gemensamt hörn i drakarna, alla bisektriserna till hörnvinklarna skär varandra i en gemensam punkt – den inskrivna cirkelns medelpunkt.
I alla regelbundna polygoner (med alla sidor liklånga och alla hörnvinklar lika) kan en cirkel inskrivas, eftersom en regelbunden polygon kan delas upp i kongruenta likbenta trianglar begränsade av en polygonsida och bisektriserna till de vid denna sida stående polygonhörnen (jämför figur 4).

### Polygoner med jämnt antal hörn/sidor
Av sexhörningen i figur 1 framgår att:
{\displaystyle |{\overline {AB}}|+|{\overline {CD}}|+|{\overline {EF}}|=(a+b)+(c+d)+(e+f)=(b+c)+(d+e)+(f+a)=|{\overline {BC}}|+|{\overline {DE}}|+|{\overline {AF}}|}
det vill säga att summan av varannan sidlängd är lika med summan av de övriga sidornas längder. Samma sak gäller för alla polygoner (och visas analogt) med ett jämnt antal hörn och är således ett nödvändigt villkor för att det skall gå att skriva in en cirkel i polygonen. För fyrhörningar är det dessutom ett tillräckligt villkor (se Pitots sats), medan det inte är fallet för polygoner med fler hörn än fyra (exempelvis sexhörningen i figur 5.).
En speciell typ av omskrivna polygoner är de "semireguljära" hos vilka alla sidor är liklånga, men hos vilka hörnvinklarna alternerar mellan två värden – se figur 6. En omskriven polygon med ett jämnt antal sidor har alla sidor lika långa om och endast om alternerande vinklar är lika. Den omskrivna polygonen och den inskrivna polygonen till dess tangeringspunkter uppvisar flera intressanta dualiteter.

Figur 4. Regelbunden sexhörning. Regelbundna n-hörnigar har en regelbunden n-hörning som tangent-n-hörning, vilken i sin tur har en regelbunden n-hörning som tangent-n-hörning, vilken i sin tur...
Figur 5. Sexhörning med liklånga sidor, men olika hörnvinklar, i vilken ingen cirkel kan inskrivas. Däremot kan en ellips skrivas in i sexhörningen eftersom "diagonalerna" skär varandra i en punkt (rosa) i enlighet med omvändningen av Brianchons sats.
Figur 6. "Semireguljär" omskriven sexhörning. Sidorna är liklånga, men hörnvinklarna alternerar mellan två värden. Notera att den orange inskrivna sexhörningen till tangeringspunkterna har lika vinklar, men att sidlängderna istället alternerar mellan två värden. Notera också att bisektriserna ("diagonalerna") till den omskrivna polygonen skär varandra i lika vinklar (den inskrivna polygonen har i stället liklånga diagonaler – notera att dessa inte sammanfaller med radierna eftersom polygonen bara är "halvt regelbunden").
Figur 7. De enklaste semireguljära polygonerna, romber, är tangentfyrhörningar till rektanglar.
Figur 8. En rätvinklig drake (ABCD – svart) är bicentrisk eftersom den har både en omskriven och inskriven cirkel (med medelpunkter i O respektive I). Dess tangentfyrhörning och dess inskrivna fyrhörning är båda parallelltrapetser (KLMN respektive EFGH). Det omskrivna parallelltrapetset är i sin tur likbent och kan således inskrivas i en cirkel (violett med medelpunkt i O' – och trapetset är alltså också bicentriskt), till vilken ännu en drake är tangentfyrhörning (tangeringspunkter i K, L, M och N) – denna är dock inte rätvinklig (och kan därför inte omskrivas av en cirkel), så kedjan av alternerande drakar och parallelltrapetser bryts där.

## Stjärnpolygoner och konkava polygoner

Omskriven femuddig stjärnpolygon.
Konkav omskriven fyrhörning erhållen genom att stryka tangenten {\displaystyle {\overline {DE}}} i den femuddiga stjärnan i figuren till vänster.